# George Goulding
George Goulding (Kingston upon Hull, 17 de noviembre de 1885 - † Toronto, 3 de febrero de 1966) fue un atleta canadiense (aunque británico de nacimiento) especializado en marcha atlética.
Ganó la medalla de oro en los Juegos Olímpicos de Estocolmo de 1912, en la distancia de 10 km marcha.
Anteriormente, en 1908, en los Juegos Olímpicos de Londres, participó en las pruebas de maratón, 3.500 metros marcha y 10 millas marcha.